# Anna Attemark
Anna Birgitta Attemark, född 26 september 1968, är en svensk företagsledare. 
Attemark har utbildat sig till civilekonom vid Handelshögskolan i Stockholm. Hon inledde sin karriär på Björn Borg AB och har varit divisionschef, inköpschef samt utvecklingschef på H&M:s inköpsavdelning. 2011 utsågs hon till VD för klädföretaget Odd Molly och efterträdde då Christina Tillman.
2015 utsåg Veckans Affärer henne till den tolfte mäktigaste kvinnliga börs-VD:n i Sverige.